# Phelsuma kochi
Phelsuma kochi Mertens, 1954 è un piccolo sauro della famiglia Gekkonidae, endemico del Madagascar.

## Descrizione
Questo geco può raggiungere lunghezze di 24 cm.

## Distribuzione e habitat
Questa specie è endemica del Madagascar occidentale.

## Tassonomia
Questa entità era in passato considerata una sottospecie di Phelsuma madagascariensis. Nel 2007 Raxworthy et al. ne hanno proposto la elevazione al rango di specie e tale status è stato confermato da successivi studi genetici.

## Conservazione
La IUCN Red List classifica P. kochi come specie a basso rischio (Least Concern).
La specie è inserita nella Appendice II della Convention on International Trade of Endangered Species (CITES).
È presente all'interno di numerose aree protette tra cui il parco nazionale Tsingy di Bemaraha e il parco nazionale di Ankarafantsika.